# Scutiger mammatus
Scutiger mammatus là một loài lưỡng cư thuộc họ Megophryidae.
Loài này có ở Trung Quốc và có thể cả Myanmar.
Môi trường sống tự nhiên của chúng là vùng núi ẩm nhiệt đới hoặc cận nhiệt đới, đồng cỏ nhiệt đới hoặc cận nhiệt đới vùng đất cao, sông ngòi, đầm nước, và đất canh tác.
Chúng hiện đang bị đe dọa vì mất môi trường sống.